# 기호 실행
기호 실행은 컴퓨터 과학 및 컴퓨터 공학 분야에서 사용하는 용어로써, 컴퓨터 프로그램의 입력값에 대한 실행 경로를 분석하기 위한 기법이다. 입력값에 대한 실행 경로 취득이 가능하면, 역으로 실행 경로를 위한 입력값 생성도 가능하기 때문에 다양한 방법으로 활용 가능하다. 기호 실행을 활용하는 대표적인 분야는 소프트웨어 테스트이다. 소프트웨어 테스트 수행 시 모든 입력을 대상으로 테스트를 수행할 수 없기 때문에, 일반적으로 대표값을 선정한다. 기호 실행을 활용해 특정 조건(코드 커버리지, 분기 커버리지, MC/DC 커버리지 등)을 만족하는 입력값 생성이 가능하다.

## 같이 보기
- 소프트웨어 테스트